# Ракетні катери проєкту 205

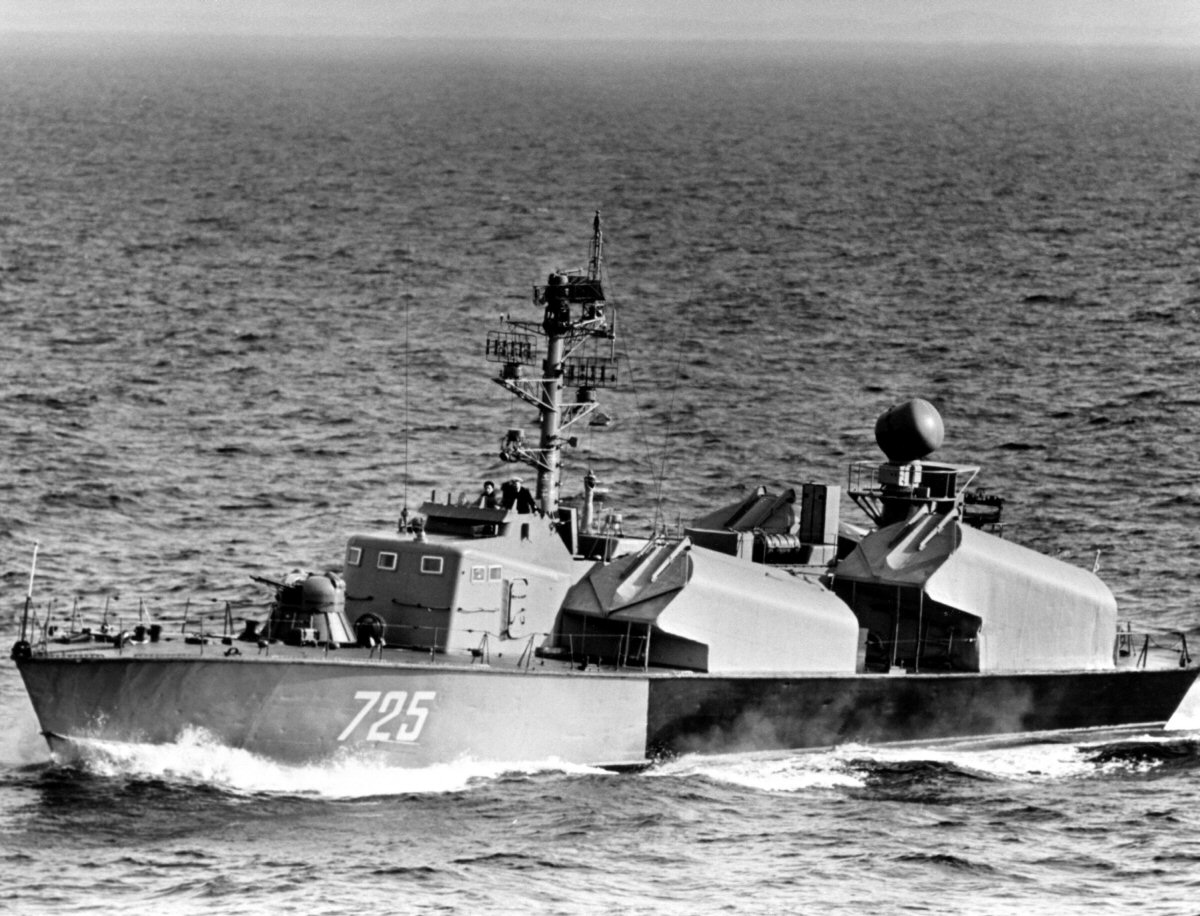
Ракетний катер проєкту 205

Ракетні катери проєкту 205 «Москіт», за класифікацією НАТО — Osa class missile boat — серія радянських ракетних катерів.
Проєкт розроблений у центральному конструкторському бюро «Алмаз» за тактико-технічним завданням (ТТЗ) ЗС СРСР 1956 року. Головний конструктор Е. І. Юхнін. Від більш ранніх типів катерів проєкту 183Р нові катери відрізнялися сталевим корпусом (уніфікованим з торпедними катерами проєкту 206), посиленим озброєнням і підвищеною морехідністю.
Їх основне озброєння становили 4 протикорабельні ракети П-15 "Терміт". В якості зброї самооборони несли дві 30-мм автоматичні гармати АК-230. Водотоннажність 205 тонн.
Названі катери на честь москіта — комахи з підродини комплексу гнусу.

## Історія застосування
Враховуючи відносну дешевизну та простоту у обслуговуванні використовувались як ВМС СРСР, а також широко поставлялися СРСР союзникам та дружнім державам. Взяли участь у бою при Латакії (перший випадок двостороннього морського бою із застосуванням протикорабельних ракет), водночас продемонстрували нижчу ефективність, ніж ізраїльські ракетні катери. Застосовувалися також у Індо-пакистанській війні 1971, Ірано-іракській війні, війні у Перській затоці 1991.
Останнім відомим випадком застосування цих кораблів стало використання їх у громадянській війні у Сирії, коли вони обстріляли цілі у місті Латакія зі своїх артилерійських установок.
Щонайменше шість катерів цього проєкту були потоплені Армією оборони Ізраїлю 10 грудня 2024 року біля стінки причалу в Латакії.